# Halima Embarek Warzazi
Halima Embarek Warzazi (sinh năm 1933) là một nhà ngoại giao và nhà hoạt động nhân quyền người Maroc, người đã có một sự nghiệp lâu dài với Liên Hợp Quốc.